# Daniel Allerstorfer
Daniel Allerstorfer (* 4. Dezember 1992 in Rohrbach in Oberösterreich) ist ein österreichischer Judoka und dreifacher österreichischer Staatsmeister (2013, 2015, 2017) in der Gewichtsklasse +100 kg. Er trägt den 2. Dan.
Er war im A-Kader des Österreichischen Judoverbands. Er war aktiver Sportler des Heeressportzentrums des Österreichischen Bundesheers. Als Heeressportler trug er den Dienstgrad Zugsführer.

## Karriere
Daniel Allerstorfer wurde im September 2011 U20-Europameister bei der Europameisterschaft vom 16. bis 18. September 2011 in Lommel, Belgien. Obwohl zu diesem Zeitpunkt auf nationaler Ebene bereits erfolgreich, war dieser Sieg der Startschuss für die bisherige internationale Laufbahn des Athleten.
Von 13. Mai 2013 bis 4. November 2014 lag er ununterbrochen auf dem ersten Rang der Judo-Europarangliste, bis das Augenmerk auf einem Vorankommen in der Weltrangliste gelegt wurde. Am 3. Juni 2013 war er erstmals unter den Top 100 der Judo-Weltrangliste. Seit Herbst 2013 liegt Daniel Allerstorfer unter den Top 50 der Weltrangliste. Am 3. November 2014 lag er auf Rang 20, seine beste Platzierung.
Im Mai 2015 qualifizierte er sich erstmals für die Judo Masters in Marokko. Im Juni 2016 qualifizierte er sich endgültig für die Olympischen Sommerspiele 2016 in Rio de Janeiro.
Vom Frühjahr 2018 bis in den Herbst 2018 war Daniel Allerstorfer verletzt. Ein doppelter Bandscheibenvorfall hatte ihn außer Gefecht gesetzt.
Er sammelte 1885 Punkte im IJF Olympia Ranking und qualifizierte sich mit Rang 36 in seiner Gewichtsklasse nicht für die Sommerspiele in Tokio.
Daniel Allerstorfer ist der männliche Vertreter für das Bundesland Oberösterreich der Anti-Doping-Bewegung „Star Ribbon“.
Seinen letzten Auftritt als ÖJV-Nationalteam-Athlet hatte Allerstorfer beim Upper Austria Judo Grand Prix 2023.
Er sammelte 342 Punkte im IJF Olympia Ranking und qualifizierte sich mit Rang 88 in seiner Gewichtsklasse nicht für die Sommerspiele in Paris.

## Mannschaftsmeisterschaft
Er kämpfte bis 2022 für das UJZ Mühlviertel in der Österreichischen Bundesliga.
Daniel Allerstorfer hat fünf Kämpfe in der zweiten deutschen Bundesliga für den KSC Asahi Spremberg sowie einen Kampf beim deutschen Judo-Meister 2013 TSV Abensberg bestritten, die er alle sechs mit Ippon gewann.

## Erfolge (Auswahl)

### Weltmeisterschaften
- 2013: Rio de Janeiro (BRA) Achtelfinale
- 2015: Astana (KAZ) Achtelfinale
- 2017: Budapest (HUN) 7. Platz
- 2021: Budapest (HUN) Achtelfinale

### Europameisterschaften
- 2011: U20 Lommel (BEL) 1. Platz
- 2013: U23 Samokov (BUL) 2. Platz
- 2014: Montpellier (FRA) Achtelfinale

### Weltcup
- 2013: Bukarest (ROM) 3. Platz
- 2013: Glasgow (GBR) 3. Platz
- 2014: Astana (KAZ) 3. Platz
- 2014: Taschkent (UZB) 2. Platz
- 2014: Grand Slam Abu Dhabi (UAE) Semifinale
- 2015: Taschkent (UZB) 3. Platz
- 2015: Grand Slam Abu Dhabi (UAE) Viertelfinale
- 2015: Port Louis (MRI) 3. Platz
- 2016: Havanna (CUB) 5. Platz
- 2016: Samsun (TUR) 7. Platz
- 2017: Grand Prix Zagreb (CRO) 7. Platz
- 2017: Bukarest (ROM) 3. Platz
- 2018: Cancun (MEX) 3. Platz

### Europacup
- 2012: Boras (SWE) 1. Platz
- 2013: London (GBR) 2. Platz
- 2013: Orenburg (RUS) 1. Platz
- 2013: Boras (SWE) 2. Platz

### Österreichischer Meister
- 2006: Schüler
- 2006: Jugend
- 2007: Jugend
- 2008: Jugend
- 2009: Junioren
- 2009: U23
- 2010: Junioren
- 2010: U23
- 2011: Junioren
- 2011: U23
- 2013: U23
- 2014: U23

### Österreichischer Staatsmeister
- 2013: Allgemeine Klasse
- 2015: Allgemeine Klasse
- 2017: Allgemeine Klasse